# Штихель

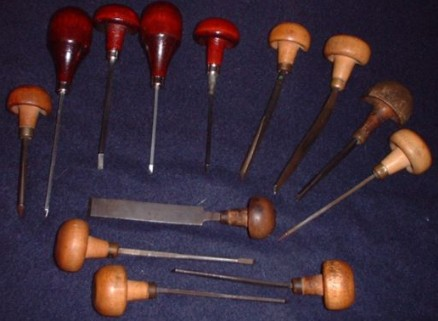
Штихели

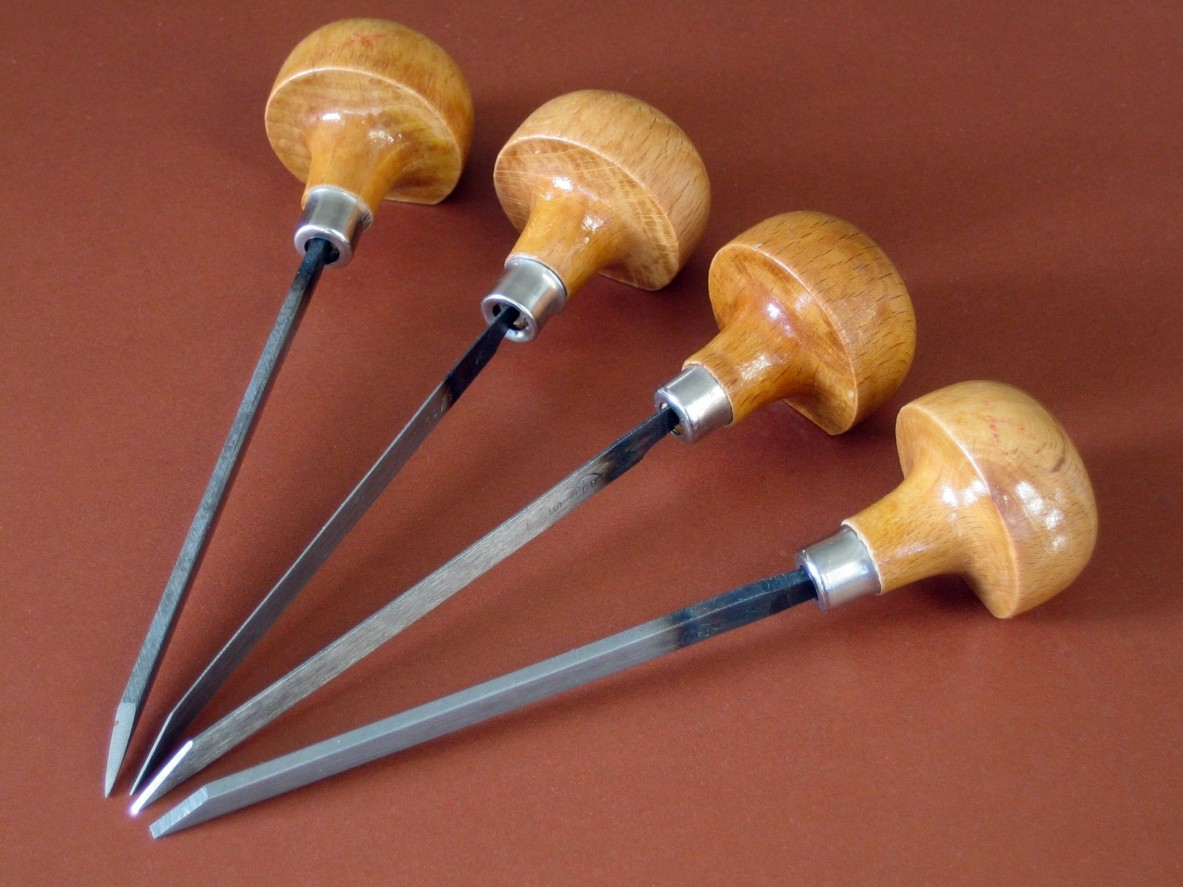

Шти́хель (нем. Stichel — резец) — режущий инструмент, стальной резец.
Используется при работе с металлом, деревом, костью, камнем, кожей. Применяется для гравирования. Представляет собой тонкий стальной стержень, длиной 120 мм, один конец которого срезан под углом и заточен. Другим концом вставляется в ручку, пластиковую либо деревянную, грибовидной или округлой формы. Штихели изготавливают, как правило, из инструментальной стали типа У8, У10, У12 и подвергают термической обработке, иногда применяют и легированные стали марки ХВГ, ХВ5. В качестве материала для изготовления штихеля могут применять поковки из обойм шариковых подшипников.
При работе поступательным движением снимает с поверхности тонкую стружку и оставляет борозды-линии. Глубина и ширина получаемых борозд зависят от силы нажима, прилагаемой при работе, а также от поперечного сечения (профиля) штихеля. Большое значение имеет угол заточки штихеля, который должен быть 45 градусов. Если угол заточки меньше, штихель будет перемещаться рывками, а при большем угле заточки — скользить по металлу.
В зависимости от формы сечения штихели делятся на шпицштихели, флахштихели, мессерштихели, болштихели и шатирштихели.

## Виды штихелей
Грабштихель — удобен для гравировки на больших плоскостях и вогнутой поверхности. Имеет изогнутый клинок, прогиб которого от 3 до 8 мм. Угол лезвия может колебаться от 30 до 90°. В поперечном сечении имеет форму ромба.
Фасетштихель — один из самых ходовых штихелей, предназначается для проведения точных линий, выполнения узоров плоскостной гравировки и чистовой обработки рисунка. По форме профиля трапециевидный с резко заостренным лезвием. Имеет прямолинейный клинок с углом заострения лезвия до 60 до 120°.
Мессерштихели — тонкие, для выполнения очень тонких (в волос) легких линий, толстые — для наколов, проведения сильных резких линий и чистовой обработки. Имеют прямые клинки клиновидного профиля с прямыми стенками. Кромка лезвия во избежание обламывания зашлифовывается радиусом 0,1—0,2 мм. Угол заострения лезвия в зависимости от толщины штихеля — 15—30°.
Шпицштихель — служит для гравирования контура рисунка, нанесения четких глубоких линий, сильных штрихов, глянцевой подрезки. В отличие от мессерштихеля имеет выпуклые боковые стенки. Клинок прямой, угол лезвия колеблется в пределах 30—45°.
Боллштихель — применяется для гравировки закругленных линий (желобков), глубоких точек (ямочек), для глубокой (рельефной) гравировки. Должен иметь, аналогично закрепочному, закругленное лезвие. Радиус закругления выбирается от характера работы (от 0,3 до 5 мм).
Флахштихель — используется для выемки и выравнивания фона, в ряде случаев для шабрения поверхности, глянцевой подрезки. Имеет плоское лезвие (режущую кромку). Ширина лезвия может быть от 0,2 до 5 мм. Флахштихель с широким лезвием, имеющий форму перевернутого клинка, называется «обратный мессер». Для облегчения работы и заточки лезвие флахштихеля затачивается низко.
Шатирштихель — имеет много названий (ребштихель, фаден-штихель, растровый штихель), употребляется для штриховки и матирования поверхности. В отличие от флахштихеля на лезвии имеет мелкую зубчатую насечку. Шаг насечки от 0,1 до 0,4 мм.